# Bematistes homochroa
Bematistes homochroa är en fjärilsart som beskrevs av Jordan 1905. Bematistes homochroa ingår i släktet Bematistes och familjen praktfjärilar. Inga underarter finns listade i Catalogue of Life.